# 长春市 (中华人民共和国直辖市)
长春市，中华人民共和国已撤消的直辖市。
1953年8月1日，长春市改为中央直辖市，行政上由东北行政委员会代管，属东北大行政区。
1954年6月19日，中央人民政府委员会第32次会议通过了《关于撤销大区一级行政机构和合并若干省、市的决定》，撤销大行政区的同时，所辖直辖市并入省。
1954年8月1日，长春市改为吉林省辖市。9月27日，吉林省人民政府从吉林市迁到长春市，长春市成为吉林省会城市至今。 